# Ekaterine Tqesjelasjvili

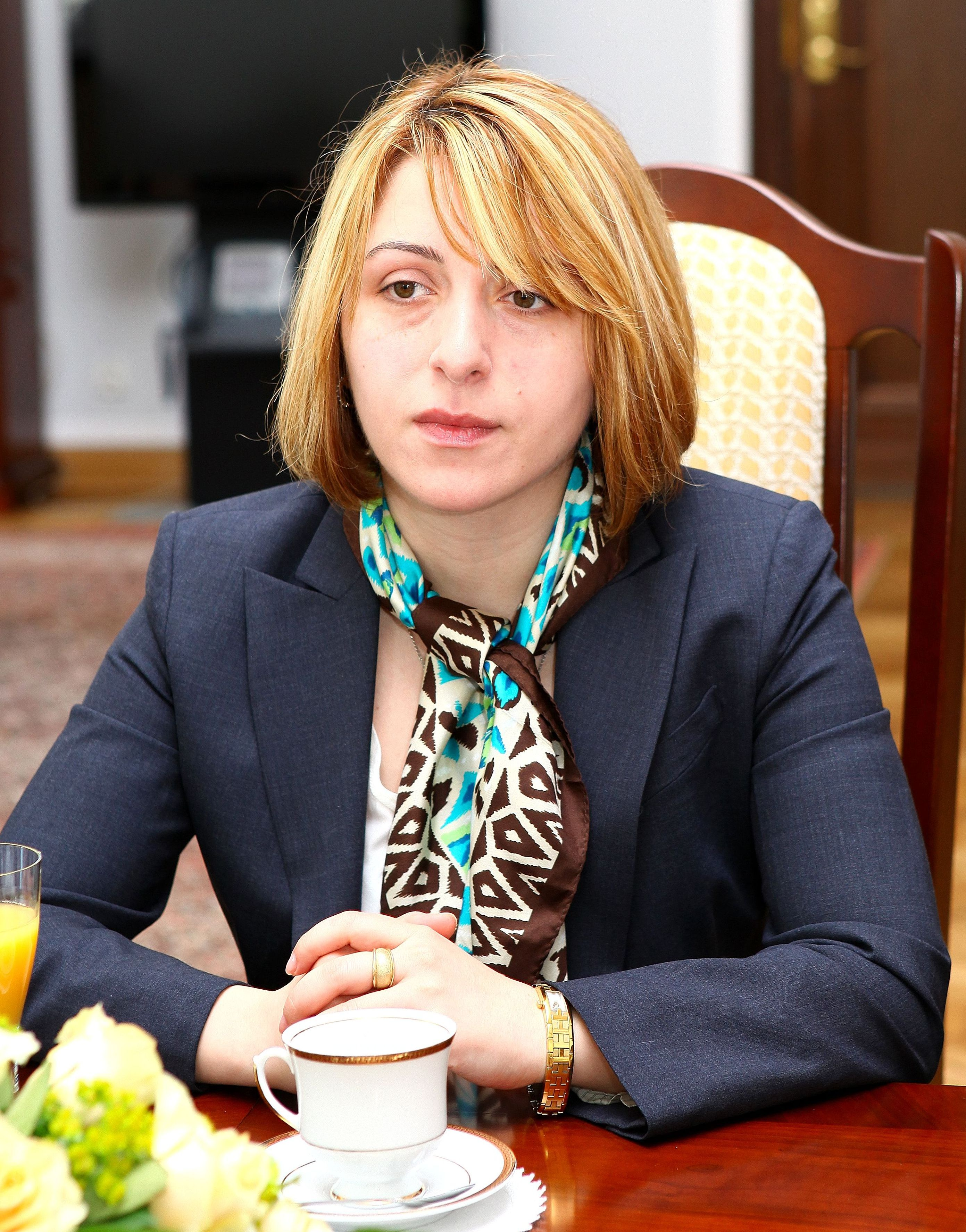
Eka Tqesjelasjvilii (2011).

Ekaterine "Eka" Tqesjelasjvili (georgiska: ეკატერინე ტყეშელაშვილი), född 23 maj 1977 i Tbilisi, är en georgisk politiker. 
Tqesjelasjvili är före detta vice premiärminister och minister för återintegrering. Hon har även tidigare haft ministerposter som justitieminister och utrikesminister. Som utrikesminister efterträddes hon av Grigol Vasjadze år 2008.